# Arachnophaga picea
Arachnophaga picea är en stekelart som först beskrevs av Riley 1892.  Arachnophaga picea ingår i släktet Arachnophaga och familjen hoppglanssteklar. Inga underarter finns listade.